# Kitinskjoldet
Kitinskjoldet er en dansk eksperimentalfilm fra 1990, der er instrueret af Bodil Hauskov Jensen.

## Handling
Kitinskjoldet, insekternes skelet, sidder modsat menneskets på kroppens yderside. Filmen er en slags fremtidsfiktion, hvor menneskene er uddøde, og insekterne har overtaget jorden. Det er knæleren - stenalderfolkenes hellige insekt - der fortæller historien om menneskearten, der under forsøget på at efterligne insekterne, ødelagde naturen og sig selv.